# فيسنتي ميخيا كولندرس
فيسنتي ميخيا كولندرس (بالإسبانية: Vicente Mejía Colindres) (و. 1878 – 1966 م) هو سياسي من هندوراس .